# Софи Уилмес
Софѝ Уилмѐс (на френски: Sophie Wilmès, /sɔ.fi wil.mɛs/) е белгийски политик от партията Реформаторско движение, министър-председател от 27 октомври 2019 до 1 октомври 2020 година.
Родена е на 15 януари 1975 година в Иксел в семейството на финансист и политик. Завършва реклама и финансов мениджмънт, след което работи в рекламна агенция и като финансов съветник в адвокатска кантора. През 2014 година е избрана за депутат, а през октомври 2015 година става министър на бюджета в правителството на Шарл Мишел. След неговия избор за председател на Европейския съвет, на 27 октомври 2019 година тя поема премиерския пост до провеждането на редовни избори през пролетта на 2020 година.